# Live at the Roxy
Live at the Roxy — двойной концертный альбом ямайской рэгги-группы Bob Marley & The Wailers, вышедший в 2003 году.

## Об альбоме
В данное издание вошёл концерт 26 мая 1976 года в Roxy Theatre, Уэст-Голливуд, транслировавшийся по радио KMET в Лос-Анджелесе. Нелегальные записи концерта широко распространялись вплоть до официального релиза в 2003 году. Однако первый диск Live at the Roxy можно было найти в делюкс-издании альбома Rastaman Vibration.

## Список композиций

### Диск 1
1. «Introduction» — 0:38
2. «Trenchtown Rock» — 4:56
3. «Burnin' & Lootin'» — 4:54
4. «Them Belly Full (But We Hungry)» — 4:13
5. «Rebel Music (3 O’Clock Roadblock)» — 6:08
6. «I Shot the Sheriff» — 6:34
7. «Want More» — 7:02
8. «No Woman, No Cry» — 5:19
9. «Lively Up Yourself» — 5:44
10. «Roots, Rock, Reggae» — 5:32
11. «Rat Race» — 7:53

### Диск 2
1. «Positive Vibration» — 3:56
2. «Get Up, Stand Up / No More Trouble / War» — 23:58

## Участники записи
- Боб Марли — вокал, ритм-гитара
- Эштон Барретт[англ.] — бас-гитара
- Тайрон Дауни[англ.] — клавишные
- Карлтон Барретт[англ.] — ударные
- Дональд Кинси  — соло-гитара
- Элвин Паттерсон[англ.] — перкуссия
- Эрл Смит[англ.] — ритм-гитара
- I Threes — бэк-вокал